# Angebot aus Schenectady
Angebot aus Schenectady ist ein im Auftrag des Deutschen Fernsehfunks hergestellter Fernsehfilm der DEFA von Richard Groschopp aus dem Jahr 1971 nach einer Vorlage von Harry Thürk.

## Handlung
Dr. Grunert ist ein in der DDR lebender Elektronik-Spezialist. Er hat den Ruf eines tüchtigen und erfolgreichen Wissenschaftlers und eines Elektronikers von hohem Rang. Von seinen Kollegen wird er geschätzt, und er ist Träger hoher staatlicher Auszeichnungen der DDR, die ihm für sein engagiertes Wirken verliehen wurden. Doch warum verschweigt Dr. Grunert den Umstand, dass er von einem Mitglied der Organisation „Huivenaar“, Hendrik van Swaart, kontaktiert wurde? Diese Organisation aus den Niederlanden befasst sich mit allen Aktivitäten, die wider die gesetzlichen Bestimmungen stehen, von Schmuggel bis Betrug.
Van Swaart handelt im Auftrag von Grunerts ehemaligem Direktor Dr. Brugge, der inzwischen die amerikanische Staatsbürgerschaft besitzt und seinen Namen in Bruce umgeändert hat. Beide Wissenschaftler arbeiteten im Zweiten Weltkrieg an Marinetorpedos. Sein ehemaliger Vorgesetzter will Grunert abwerben – nach Schenectady, in die Zentrale des größten amerikanischen Elektro-Konzerns. Mit angeblichen Kriegsverbrechen versucht er Dr. Grunert zu erpressen, doch schnell wird klar, wo die wirklichen Verbrecher sitzen: in einflussreichen Positionen der amerikanischen Industrie.
Es stellt sich heraus, dass Dr. Grunert von seinem Kollegen Brugge, der als verschollen galt, die Nachricht aus Schenectady erhalten hat. Dabei ist es schon zwanzig Jahre her, als sich Grunert und der Absender der Nachricht das letzte Mal begegneten. Beide Männer waren damals Zeugen und Beteiligte eines Verbrechens an Kriegsgefangenen. Damit wurden für Dr. Grunert Erinnerungen wieder wach, die ihm fast vergessene Ereignisse ins Gedächtnis zurückrufen, Geschehnisse aus einer anderen, alten Welt. Der Film zeigt die Szenen im Rückblick.
Dr. Grunert will Brugge den Spiegel vorhalten und lädt ihn in sein Landhaus ein. Er unterschätzt aber die Skrupellosigkeit seines Gegners. Genossen des Ministeriums für Staatssicherheit sind der Sache bereits auf der Spur und bewahren den Ingenieur vor einem gefährlichen Alleingang und der Entführung nach Westberlin.

## Produktion
Harry Thürk (1927–2005), ein populärer Schriftsteller und Drehbuchautor in der DDR, schuf die Vorlage für diese TV-Produktion.
Der Film erlebte am 7. Februar 1971 im 1. Programm des Deutschen Fernsehfunks seine Erstausstrahlung.

## Kritik
Abgesehen davon, dass Harry Thürks Fernsehspionagekrimi treu dem damaligen Regime den Westen als böse und den Osten gut darstellt, ist die darin erzählte Geschichte nicht unspannend. Die in schwarz/weiß gehaltenen Rückblenden geben immer mehr Aufschluss auf die Umstände von damals und wie es wirklich war und lassen alles in einem anderen Licht erscheinen. Die Darsteller sind durchwegs gut, die Inszenierung hat zwischendurch einige Durchhänger und könnte rasanter sein. Das am Anfang durch die Musik und Westberliner Bilder versprochene Tempo kann nicht gehalten werden. Insgesamt trotz starker Systemlastigkeit passable Spionagestory. (GP, Die Krimihomepage, Dezember 2020)
Das Lexikon des Internationalen Films empfiehlt den Film ab 16 und urteilt: „Kriminalfilm fürs DDR-Fernsehen, von Unterhaltungs-Altmeister Richard Groschopp nach bewährtem Muster in Szene gesetzt.“